# Fissidens plumosus
Fissidens plumosus är en bladmossart som beskrevs av Hornschuch 1841. Fissidens plumosus ingår i släktet fickmossor, och familjen Fissidentaceae. Inga underarter finns listade i Catalogue of Life.